# Syllepte molybdopasta
Syllepte molybdopasta là một loài bướm đêm trong họ Crambidae.